# Саласар Арруэ, Сальвадор
Луис Сальвадор Эфрайн Саласар-Арруэ (исп. Luis Salvador Efraín Salazar Arrué, псевдоним Саларруэ (исп. Salarrué); 22 октября 1899, Сонсакате, Сальвадор — 27 ноября 1975, Лос-Планес-де-Рендерос, Сальвадор) — сальвадорский писатель и художник. Известный сальвадорский прозаик, один из предшественников новой латиноамериканской литературы.

## Биография

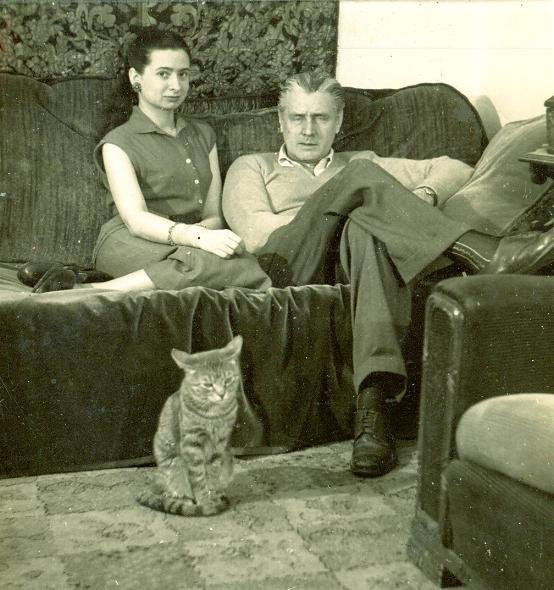
Саларруэ с супругой, художницей Селие Ларде Артес, и котом

Луис-Сальвадор-Эфрайн Саласар-Арруэ родился на семейной ферме в деревне Эль-Мохон, ныне входящей в черту города Сонсакате в департаменте Сонсонате. Он происходил из благородной семьи. Родители его, музыкант Хоакин Саласар-Анхуло и Мария Тереса де Арруэ-Гомес, вскоре после рождения двух сыновей, стали жить раздельно. Матери, оставшейся одной с детьми, оказывали поддержку благородные родственники.
Детство Луиса-Сальвадора прошло среди красочной тропической природы Сонсонате. Он был застенчивым ребёнком с богатым воображением, которое уже тогда помогало ему придумывать истории. Когда ему было восемь лет, из-за материальных трудностей семья жила то в Сан-Сальвадоре, то в Санта-Текле, где они жили в доме у родственников Нуньес-Арруэ. Мать работала швеей, и даже смогла открыть академию кройки и шитья.
Одним из кузенов Луиса-Сальвадора был Тоньо Саласар, будущий известный карикатурист. Он оставил описание своего двоюродного брата в те годы: «Эфрайн был худым и высоким, с волнистыми оранжево-медовыми волосами… Саласар-Арруэ был похож на архангела, излучавшего покой…».
Начальное образование Луис-Сальвадор получил в Сальвадорском лицее, среднее — в Национальном институте для мальчиков. Завершил образование в Академии торговли. Художественный талант проявился в нём в возрасте одиннадцати лет, когда одна из его работ была опубликована в журнале «Диарио дель Сальвадор».
Получив грант от правительства Сальвадора, с 1916 по 1919 год обучался живописи в школе Коркоран в Вашингтоне, США. Принял решение вернуться домой, чтобы целиком посвятить себя литературе и искусству. В 1922 году женился на художнице Селье Ларде, сестре поэтессы Алисе Ларде де Вентурино. В браке у него родились три дочери. В конце 1920-х годов работал редактором в газете «Отчизна» (исп. Patria), принадлежавшей Альберто Масферреру, известному сальвадорскому мыслителю. Для заполнения пробелов в газете написал ряд рассказов, которые опубликовал под псевдонимом Саларруэ. Через тридцать лет эти рассказы были изданы в двух книгах — «Детские рассказы» (исп. Cuentos de Cipotes) и «Сказки из глины» (исп. Cuentos de Barro), ставшие самыми известными произведениями писателя. В них он описал идеализированной сельскую жизнь в Сальвадоре, став одним из основателей новой волны фольклорного повествования (исп. narrativa costumbrista) в латиноамериканской литературе.
В 1930-х годах, держась в стороне от политики, сотрудничал с режимами, формируя культурную политику государства. С 1946 года служил в качестве атташе по культуре Сальвадора в США.
В 1958 году вернулся в Сальвадор, и вскоре после возвращения завершил писательскую деятельность. В последние годы жизни, признанный мастер, получил ряд наград и премий, но продолжил жить скромно в своем доме в Лос-Планес-де-Рендерос, где 27 ноября 1975 года умер от рака в нищете. Похоронен на «Кладбище почётных граждан» (исп. Cementerio-de-los-Ilustres) в Сан-Сальвадоре.